# Cnemaspis modiglianii
Cnemaspis modiglianii är en ödleart som beskrevs av  Das 2005. Cnemaspis modiglianii ingår i släktet Cnemaspis och familjen geckoödlor. Inga underarter finns listade i Catalogue of Life.